# Polideportivo de Andorra
El polideportivo de Andorra (en catalán poliesportiu d'Andorra), también conocido como polideportivo de Gobierno (poliesportiu de Govern) es una instalación deportiva ubicada en la ciudad de Andorra la Vieja. Sus instalaciones están preparadas para albergar encuentros de alta competición de deportes como el baloncesto, el balonmano, el voleibol o el fútbol sala.
Inaugurado en 1991, dispone de capacidad para una asistencia de 5000 espectadores y es el escenario en que disputa sus encuentros como local el Bàsquet Club Andorra que compite en la Liga ACB, primera categoría del baloncesto en España.